# Zwieriewo
 Zwieriewo (ros. Зверево) – miasto w Rosji. Od 1989 r. administracyjnie położone w centralnej części Obwodu Rostowskiego, po wschodniej stronie Zagłebia Donieckiego. Znajduje się 140 km od Rostowa nad Donem i 21 km od Gukowa.
W granicach miasta znajduje się chutor robotniczy Trudowoj (Трудовой (Ростовская область) niepodległy administracyjnie miastu lecz bezpośrednio Obwodowi Rostowskiemu.

## Historia
Zwieriewo – jest najmłodszym z miast Obwodu Rostowskiego. Wywodzi się z górniczego osiedla powstałego na początku XX wieku. Osiedle to w roku 1929 otrzymało status osiedla robotniczego typu miejskiego. W momencie wyodrębnienia się Obwodu Rostowskiego Zwieriewo było centrum okręgu o tej samej nazwie. Okręg zniesiono w 1963 r. równocześnie podporządkowując robotnicze osiedle radzie miejskiej Gukowa. W 1989 roku Zwieriewo otrzymało status miasta regionalnego podporządkowania i aktualnie podlegają mu 2 stacje kolejowe i 5 rad gminnych.
| Rok  | Liczba mieszkańców |
| ---- | ------------------ |
| 1939 | 7.500              |
| 1979 | 21.700             |
| 1989 | 28.206             |
| 2002 | 25.356             |
| 2005 | 24.600             |
| 2006 | 24.139             |
| 2008 | 23.678             |

## Gospodarka
Miasto w głównej mierze utrzymuje się z wydobycia węgla kamiennego.

## Transport
- Znajduje się tu stacja kolejowa na linii Lichaja (Лихая) – Rostów nad Donem (linia Moskwa – Woroneż – Rostów nad Donem).

oraz
- krajowa (federalna) droga samochodowa po 10 km przechodząca w Magistralę M-4 «Don» (Moskwa – Rostów nad Donem – Noworosyjsk).